# سورن چاخالیان
سورن چاخالیان (ارمنی: Սուրեն Չախալյան؛ زادهٔ ۲۴ اوت ۱۹۷۲ در ایروان) یک بازیکن فوتبال بازنشسته در پست مدافع و مربی فوتبال کنونی اهل ارمنستان است. وی هم‌اکنون مربیگری اولیس را برعهده دارد.

## باشگاهی
وی سابقه بازی در تیم‌های باشگاهی پیونیک و بانانتس و مربیگری تیم‌های باشگاهی پیونیک، اولیس و آرارات ایروان را نیز در کارنامه دارد.

## تیم ملی
وی همچنین در تیم ملی فوتبال ارمنستان بازی کرده‌است. چاخالیان نخستین و تنها بازی ملی خود را که یک بازی دوستانه بود در تاریخ ۲۱ نوامبر ۱۹۹۸ در آبوویان در مقابل استونی انجام داده‌است.